# داراكيرت (أرارات)
مدينة داراكيرت (بالأرمينية:Դարակերտ) (بالإنجليزية: Darakert)‏ هي إحدى المدن التابعة لمقاطعة أرارات في أرمينيا. يقدر عدد سكانها بـ 2459 نسمة حسب الإحصاء الذي جرى عام 2011.